# Gardner-Serpollet
Die Société Gardner-Serpollet, zuvor Société des Moteurs Serpollet Frères & Cie. und Société Anonyme des Générateurs à Vaporisation Instantanée Serpollet, war ein französischer Hersteller von Automobilen, Nutzfahrzeugen und Straßenbahnen. Der Markenname lautete bis 1900 Serpollet, danach Gardner-Serpollet.

## Unternehmensgeschichte

### Société des Moteurs Serpollet Frères & Cie.

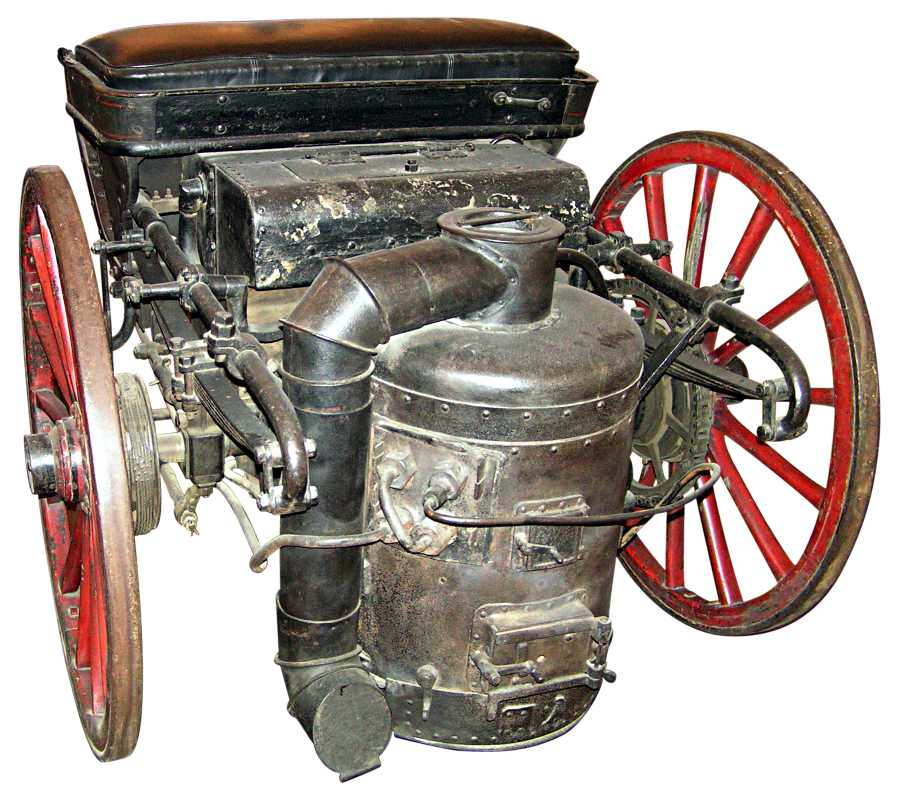
Dampfmaschine eines Serpollet Tricycle (1888)

Léon und Henri Serpollet gründeten 1886 mit einem Partner, dem Industriellen Larsonneaux, die Société des Moteurs Serpollet Frères & Cie. in Paris-Montmartre, und begannen mit der Entwicklung von Automobilen. 1887 war das erste Fahrzeug, mit einer Einkolbenmaschine von 1 PS Leistung, fertiggestellt, am 7. Mai 1888 erreichte Léon Serpollet damit 30 km/h.

### Société Anonyme des Générateurs à Vaporisation Instantanée Serpollet

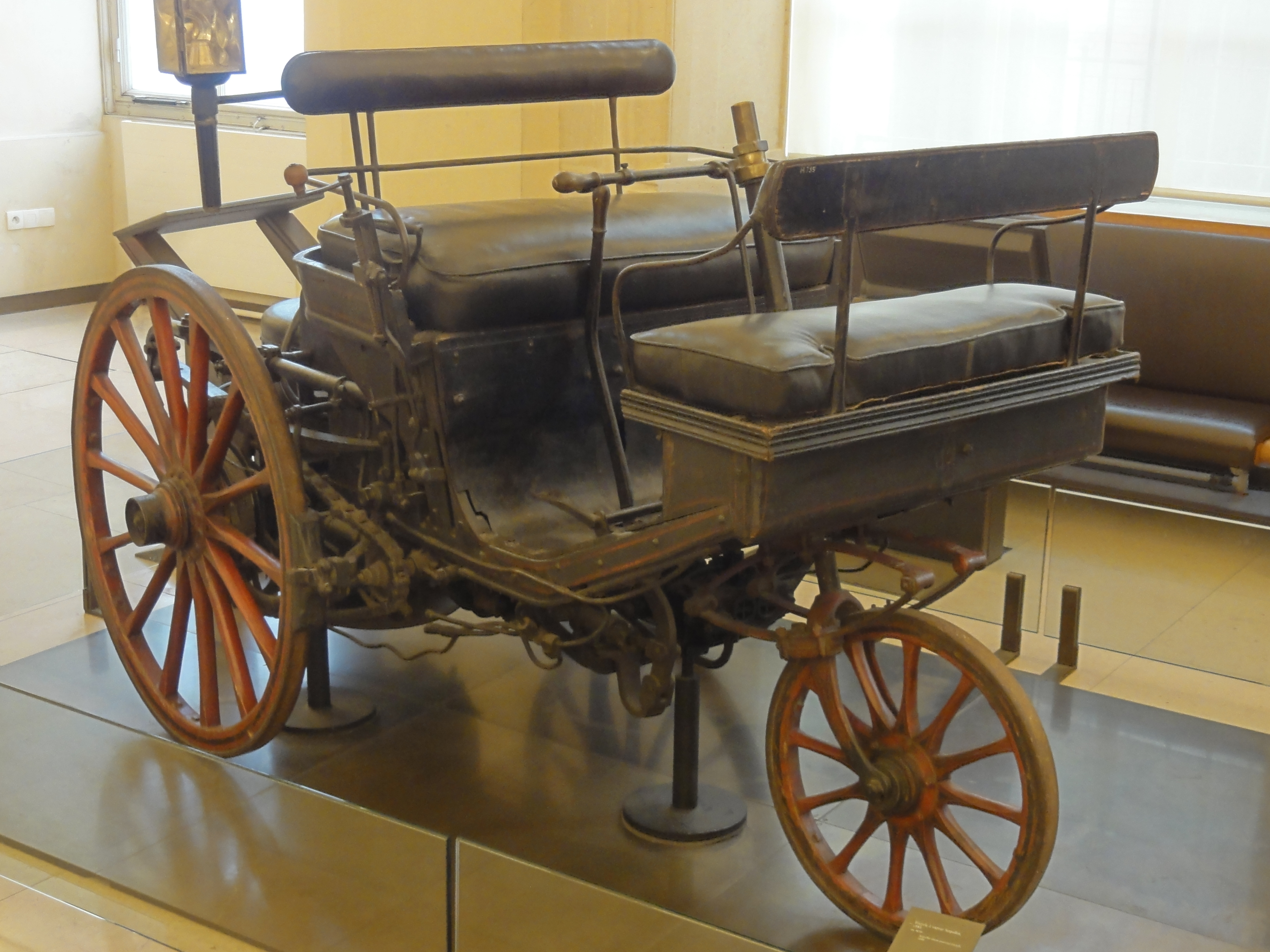
Serpollet-Dampfdreirad (ca. 1890)

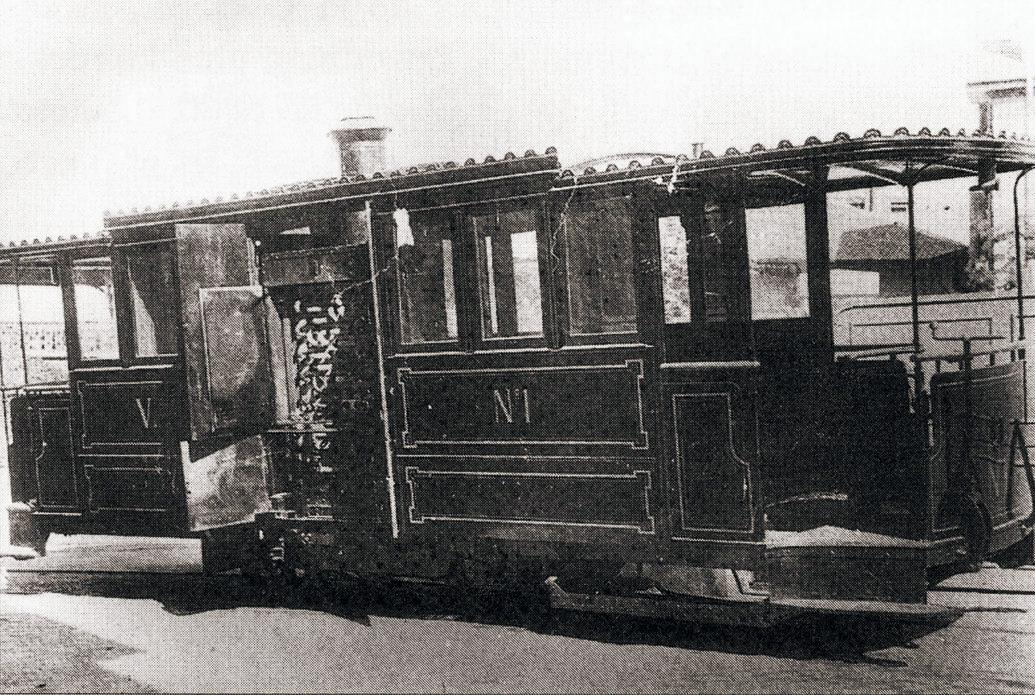
Serpollet-Dampftriebwagen, französisch automotrice à vapeur Serpollet, in Genf (1889)

1888 trennten sich die Serpollet-Brüder einvernehmlich. Henri wollte zu Hause in Culoz (Département Ain) weiter an der schnelleren Verdampfung arbeiten während Léon in Paris mit der Comptoir National d'Escompte eine Bank als zusätzlichen Investor fand und die Gesellschaft als Société Anonyme des Générateurs à Vaporisation Instantanée Serpollet mit Sitz an der Avenue de l'Opéra 5 neu organisierte. Die Produktionsanlagen blieben indes am alten Ort.
Im gleichen Jahr wurden mit Les Fils des Peugeot frères & Cie. in Valentigney und der Société de l’Horme et de la Buire in Lyon Lizenzvereinbarungen getroffen. Während bei La Buire erst 1900 eine solche Zusammenarbeit tatsächlich erfolgte, entstanden bei Peugeot 1889 vier Tricycles, die als Peugeot Typ 1 bekannt wurden, aber keine Nachfolger mit Dampfantrieb fanden.
Der Dampfantrieb geriet zunächst durch den Verbrennungsmotor unter Druck. Serpollet reagierte mit neuen Anwendungen wie Omnibussen und der zeitweilig sehr begehrten Trambahn. Neue Konkurrenz erwuchs Serpollet bald auch durch die immer zuverlässigeren Elektrofahrzeuge. Obwohl seine Produkte immer leiser, geruchsärmer und kraftvoller wurden, konnten sie den strombetriebenen Straßenbahnen auf Dauer nicht widerstehen. 1898 verließ die letzte von ihnen das Werk.
Serpollet unterhielt in Großbritannien ein Montagewerk um die dortigen, hohen Importzölle zu umgehen.

### Société Gardner-Serpollet

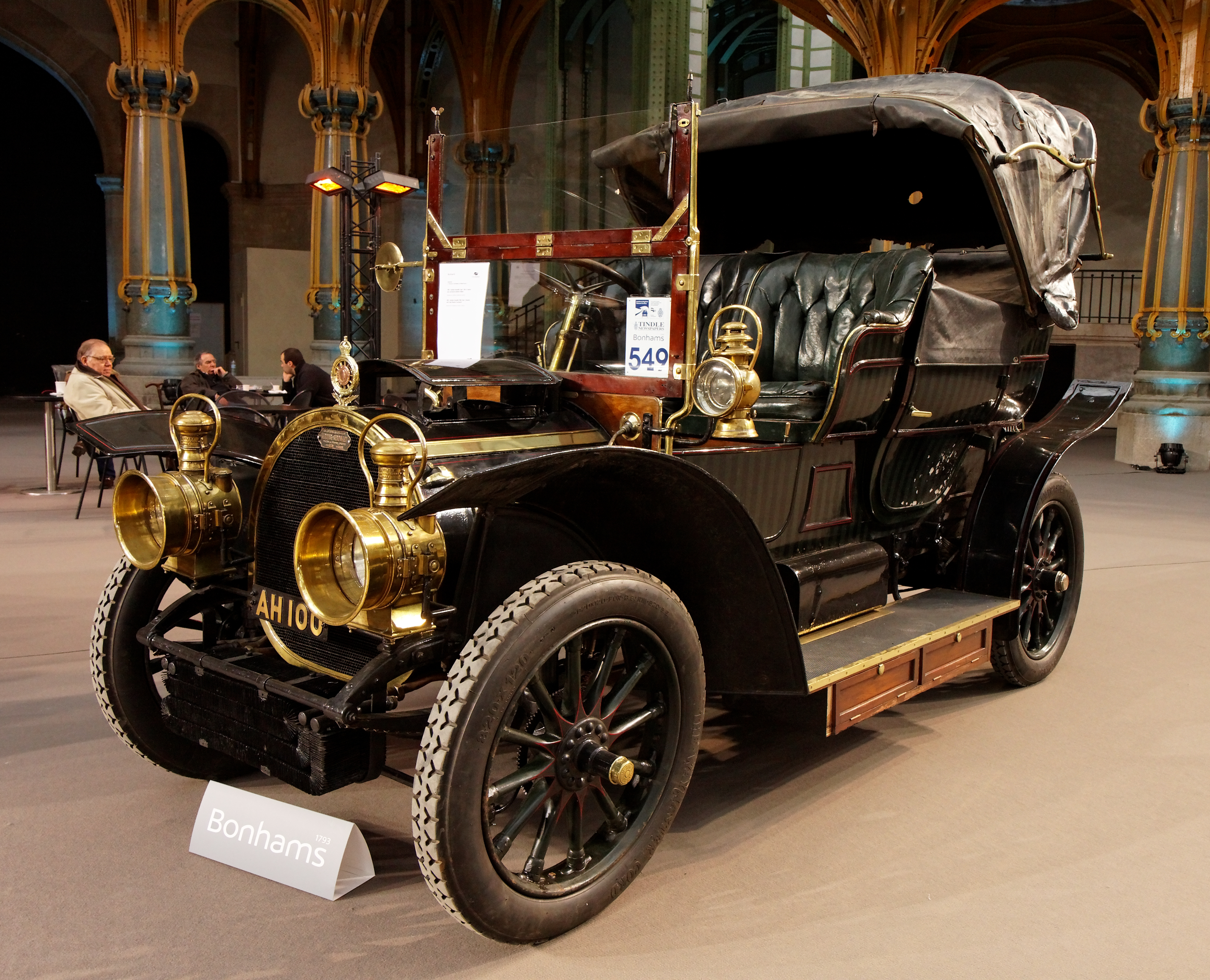
Gardner-Serpollet 18 CV Type L Phaéton tulipée von Carosserie Labourdette (1905)

1898 beteiligte sich der US-amerikanische Unternehmer Frank L. Gardner am Unternehmen. Er hatte ab 1898 in Paris den Gardner, ein leichtes Automobil mit Verbrennungsmotor, hergestellt. Sein beträchtliches Vermögen verdankte er jedoch seinen Goldminen. Serpollets Unternehmen wurde als Société Gardner-Serpollet neu organisiert. Auch der Markenname lautete nun Gardner-Serpollet. Mit dem neuen Kapital wurden großzügige Anlagen an der Rue Stendhal 9–11 im XX Pariser Arrondissement bezogen; da auch Gardners ehemalige Automanufaktur an dieser Straße lag, ist anzunehmen, dass dies zumindest teilweise deren frühere Räumlichkeiten waren. Möglich ist auch, dass Gardner sein früheres Unternehmen bei Serpollet einbrachte.
Ein letztes Mal verbesserte Serpollet seine Dampftechnologie. Zu den Neuerungen gehörte eine automatische Regelung der Petroleumzufuhr des Brenners. Die neuen Gardner-Serpollet erhielten zudem moderne, sehr attraktive Karosserien, denen die Antriebsart der Fahrzeuge nicht anzusehen war. Nachdem De Dion-Bouton den Bau dampfbetriebener Personenwagen aufgegeben hatte, blieb Gardner-Serpollet als letzter namhafter Hersteller in Frankreich dem Dampfantrieb treu; mittlerweile waren sogar Patente des Unternehmens betreffend den allgemeinen Automobilbau verkauft worden. An der Pariser Weltausstellung 1900 erhielt Gardner-Serpollet eine goldene Medaille für die neuen Personenwagen; die Jury befand deren einfache Handhabung, Komfort und Leistungsfähigkeit gegenüber den zeitgenössischen Benzinfahrzeugen als überlegen. Diesem letzten Triumph des Dampfantriebs folgten kurzfristig steigende Verkaufszahlen.
1906 wurde der kleine Hersteller Società Italiana Costruzione Automobili Ricordi-Molinari in Mailand übernommen und als Serpollet Italiana reorganisiert. Das Unternehmen fertigte vor allem Serpollet-Personen- und Lieferwagen in Lizenz, führte aber auch eine benzinbetriebene Voiturette im Programm.

### Darracq-Serpollet

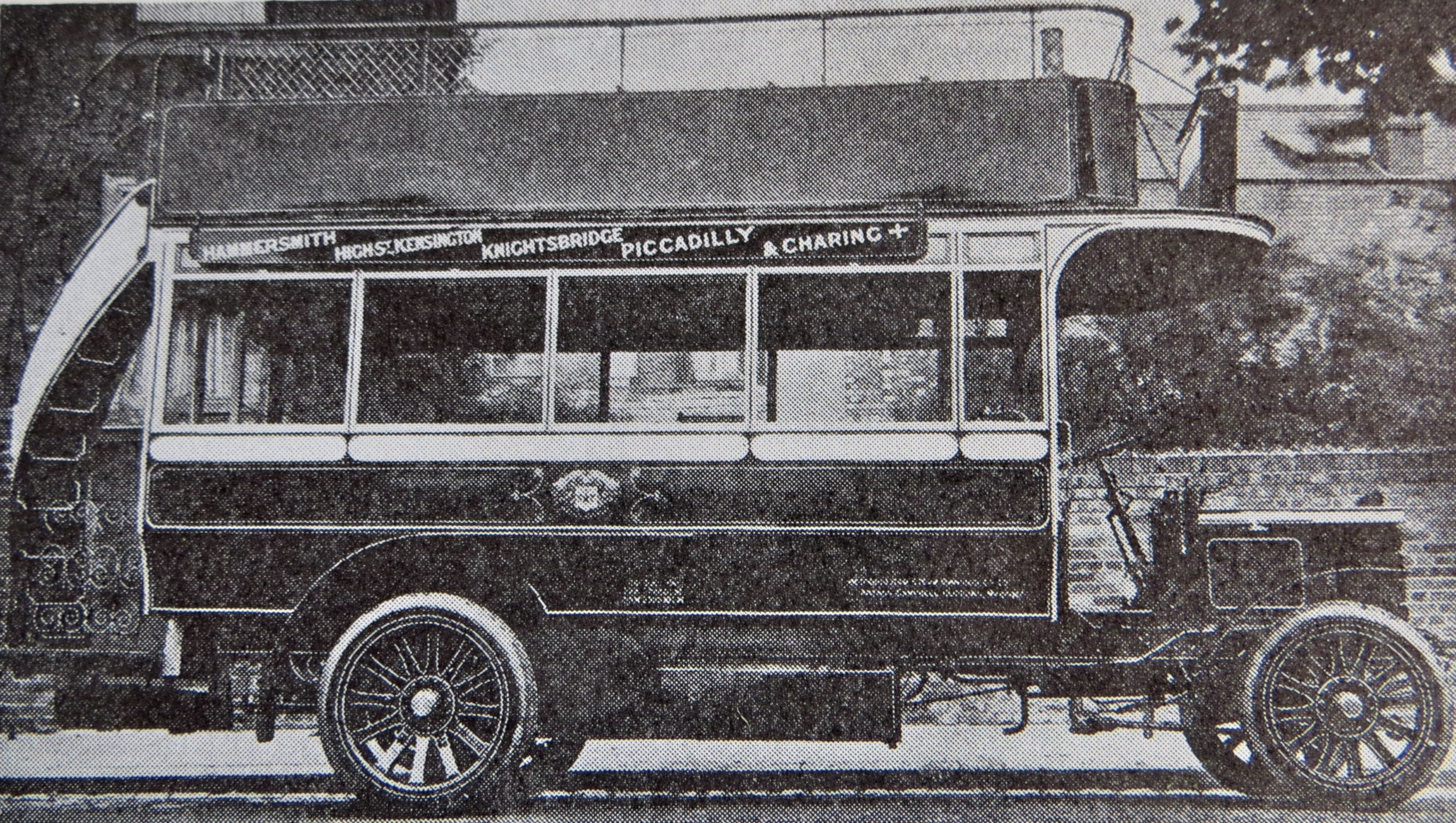
Darracq-Serpollet Dampf-Omnibus der Metropolitan Steam Omnibus Co. (1907)

Die finanziellen Probleme führten zu Spannungen zwischen Serpollet und Gardner. Dieser verkaufte 1905 seine Anteile an Alexandre Darracq (1855–1931). 1906 konnte kein einziger Personenwagen verkauft werden, hingegen fanden die am Pariser Salon vorgestellten Nutzfahrzeuge eine sehr positive Aufnahme. An einer in Armeekreisen organisierten Zuverlässigkeitsfahrt für schwere LKW von Paris nach Marseille und zurück belegten zwei LKW und ein Omnibus der Marke die ersten drei Plätze. Im Jahr 1907 war ein Bus auf der Strecke St. Lazare nach Lyon im Einsatz. Dieser hatte einen Zweizylinder-Motor mit 1590 cm³ mit einer Bohrung von 90 mm und einem Hub von 125 mm. Der Bus war 5000 mm lang und 1950 mm breit. Das Chassis wog 2650 kg und das zulässige Gesamtgewicht lag bei 3875 kg. Platz gab es für 7 Personen in der 1. Klasse und 7 Personen in der zweiten Klasse sowie 10 weitere Plätze. Die Höchstgeschwindigkeit lag bei 28 km/h.
Darracq hatte große Pläne mit dem Unternehmen, die sich allerdings auf den Bau von Nutzfahrzeugen beschränkten. Entsprechende Entwicklungen wurden beschleunigt und in Suresnes wurde neben dem Darracq-Werk eine neue Fabrik für deren Produktion errichtet. Die Fertigstellung erlebte Léon Serpollet indes nicht mehr; er verstarb, erst 52-jährig, im Februar 1907 an Kehlkopfkrebs.
Im ersten Produktionsjahr entstanden 1000 Darracq-Serpollet-Fahrgestelle, darunter eine größere Zahl für Omnibusse. Die Produktion von Dampffahrzeugen endete kurz darauf.

## Fahrzeuge

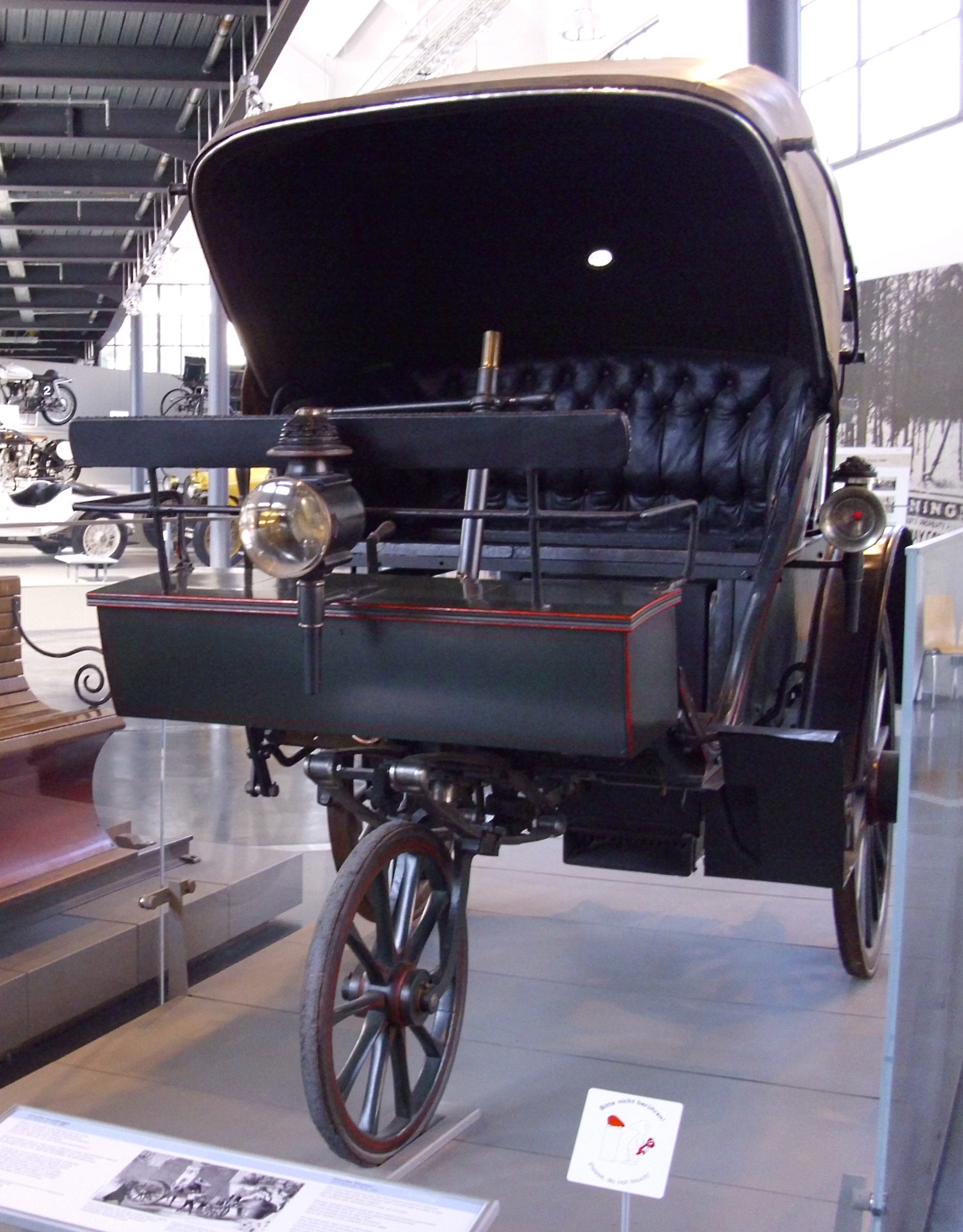
Serpollet 4 CV Tricycle mit Serpollet-Dampfkessel (1891)

### Tricycles
Das Unternehmen stellte Dampfwagen her, zunächst wohl wegen der deutlich einfacher zu konstruierenden Lenkung, ausschließlich Tricycles. Der bereits 1881 patentierte Serpollet-Kessel war bis 1886 deutlich verbessert worden, was Bauaufwand und Aufheizzeit deutlich reduzierte. 1888 wurde ein Kessel mit mehreren Rohrschlangen eingeführt.
Eine Version von 1889 wurde vom Unternehmen Les Fils des Peugeot frères in Valentigney als Peugeot Typ 1 in Lizenz nachgebaut. Léon Serpollet und Ernest Archdeacon (1863–1950) fuhren mit einem solchen Fahrzeug im Januar 1890 von Paris nach Lyon um einen Geschäftstermin wahrzunehmen. Die beschwerliche, von zahlreichen Pannen unterbrochene Tour dürfte die erste motorisierte Geschäftsreise der Geschichte gewesen sein.
1891 erschien ein siebensitziges Dreirad mit Zweikolbenmaschine, das im folgenden Jahr in verbesserter Ausführung als letztes dreirädriges Fahrzeug aufgelegt wurde und 25 km/h schnell gewesen sein soll.

### Automobile

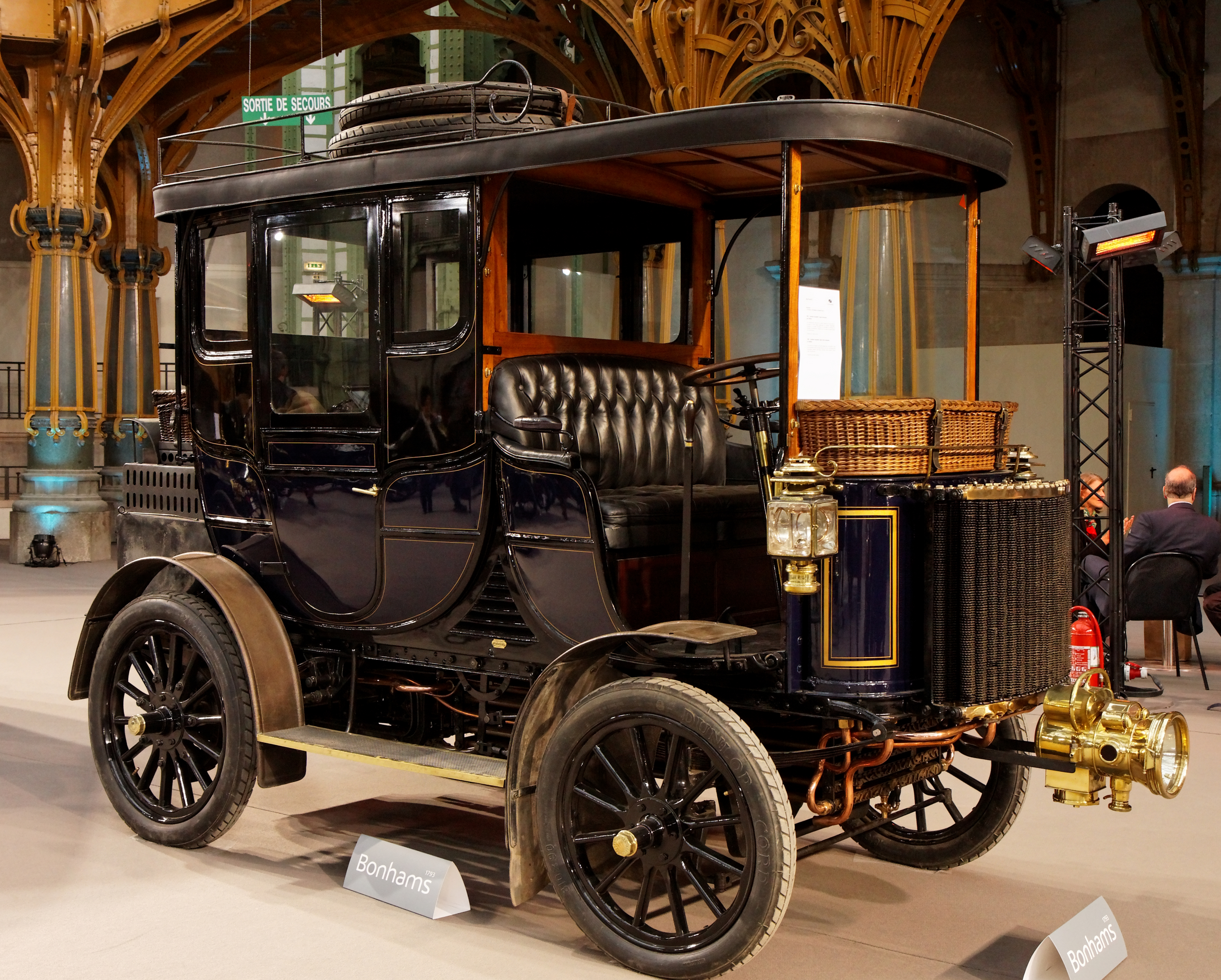
Gardner-Serpollet, karossiert als Coupé-Limousine von Jacques Kellner (1905)

Im gleichen Jahr wurden auch erstmals Serpollet-Fahrzeuge mit vier Rädern vorgestellt, zunächst ein Phaeton mit einer Parallelogrammlenkung. Von diesem Automobil wurden etwa 12 Exemplare verkauft. Wie alle späteren Personenwagen des Unternehmens hatte es zwei Starrachsen und rundum Halbelliptik-Blattfedern.
1892 brachte Serpollet ein Doppelphaeton mit einem Verflüssiger in den Verkauf. Mit diesem wurde das aus abgekühltem Dampf entstandene Wasser erneut in den Dampfkreislauf eingespeist. Nachdem kurzzeitig Kupferrohre verwendet worden waren, kehrte Serpollet mit diesem Modell wieder zu eisernen Leitungen zurück. Allerdings wurden die Schlangenrohre durch eine T-förmige Konstruktion ersetzt. Vor allem aber wurde der Brennstoff von Kohle auf Lampenpetroleum umgestellt.
1896 wurde die automatische Dosierung der Petroleumfeuerung mittels einer doppelt wirkenden Pumpe eingeführt, wodurch sich die Betriebskosten senken ließen.
1900 kam der 5 CV auf den Markt. 1901 folgten der 8 CV mit V4-Motor sowie die Modelle an der Weltausstellung ausgezeichneten 6 CV (Voiturette), 9 CV (Limousine) und 12 CV (Touren- resp. Reisewagen) mit einer Maschine mit zwei Paar gegenläufig arbeitenden, liegenden Kolben. Bei einem Verbrennungsmotor könnte man von Vierzylinder-Boxermotoren sprechen. Die Leistung ergab sich aus der Anzahl der Rohre im Dampfgenerator.
1903 erschienen die Modelle 15 CV und Simplex mit Vierzylindermaschinen. 1904 folgte mit dem Type L 18 CV eine verbesserte Version des 15 CV sowie der 40 CV, beide mit automatischer Brennstoffbeschickung. Letztes Modell war der 1906 vorgestellte 40 CV mit Sechskolbenmaschine.

### Nutzfahrzeuge und Trambahnen
1893 begann die Produktion von LKW, die überwiegend an die französische Armee verkauft wurden. Am Ende dieses Jahres wurde die erste Serpollet-Trambahn an die Compagnie des Tramways de Paris ausgeliefert. Deren Entwicklung und späterer Erfolg führte dazu, dass zwischen 1891 und 1895 kaum Privatwagen hergestellt wurden.

## Rennsport und ein Weltrekord

### Wettfahrt Paris – Rouen 1894
Am 22. Juli 1894 fand die historische Wettfahrt für „pferdelose“ Wagen von Paris nach Rouen statt. Organisator war die Zeitung Le Petit Journal. Der Anlass gilt als erstes „richtiges“ Autorennen der Geschichte. Die Strecke führte über 127 km; gemeldet waren 12 in der Mehrheit benzinbetriebene Fahrzeuge. Am Start standen schließlich 21 Automobile, darunter vier Serpollet. Schnellster war Graf Albert de Dion (1856–1946) mit einem Dampfwagen De Dion, Bouton & Trépardoux vor zwei Benzinern. Unter recht fadenscheinigen Gründen wurde diesem der Sieg noch vor Ort aberkannt. M. Le Blant kam knapp 3 Stunden und 55 Minuten nach dem Grafen de Dion ins Ziel und wurde 15. der zweite Serpollet im Ziel war Ernest Archdeacons Omnibus, der exakt 13 Stunden benötigte und 17. wurde. Gar nicht ins Ziel schafften es De Prandières mit einem 6-plätzigen Tonneau und der Chastel & David-Serpollet Omnibus von Étienne le Blant.
Alles in allem wurden den Dampfwagen bereits in diesem allerersten Autorennen Grenzen aufgezeigt.

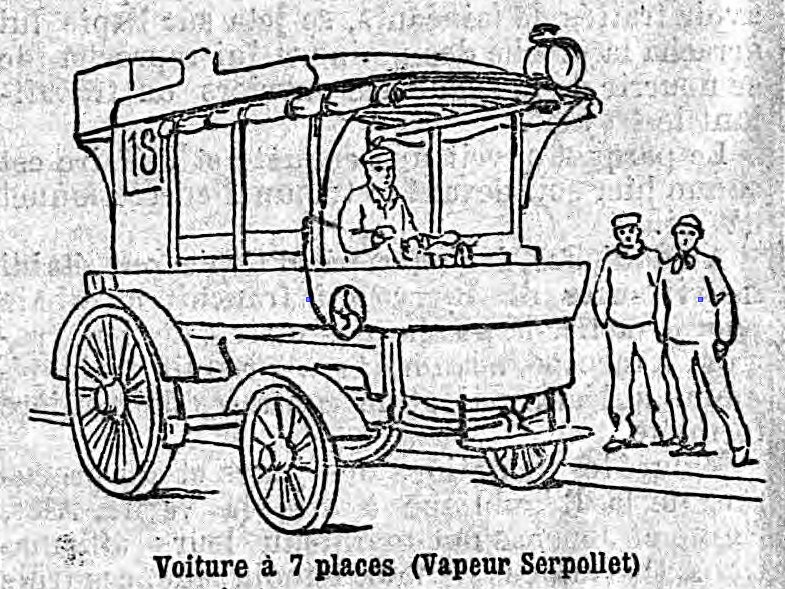
Ernest Archdeacon auf Serpollet Omnibus, 7-sitzig, wurde 17. Abb. in Le Petit Journal, Sonntag, 22. Juli 1894
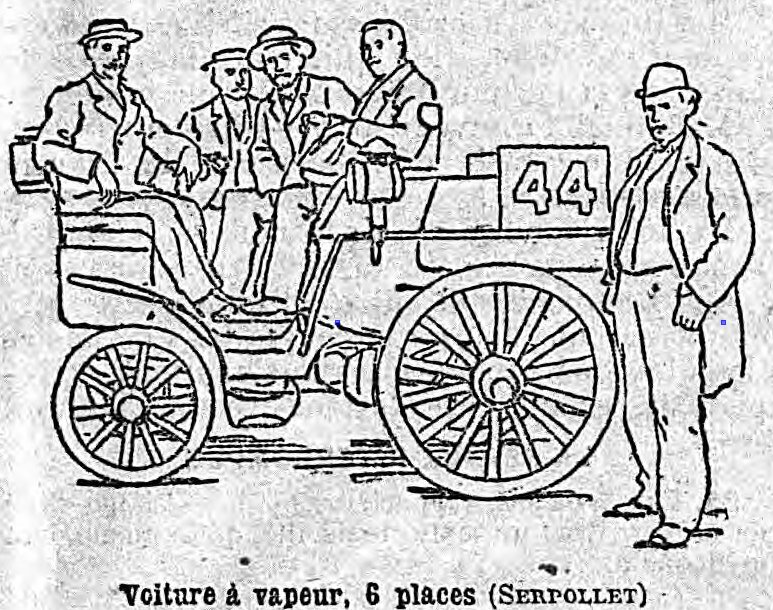
De Prandiéres auf Serpollet Tonneau, 6-sitzig, kam nicht ins Ziel. Abb. in Le Petit Journal, Sonntag, 22. Juli 1894
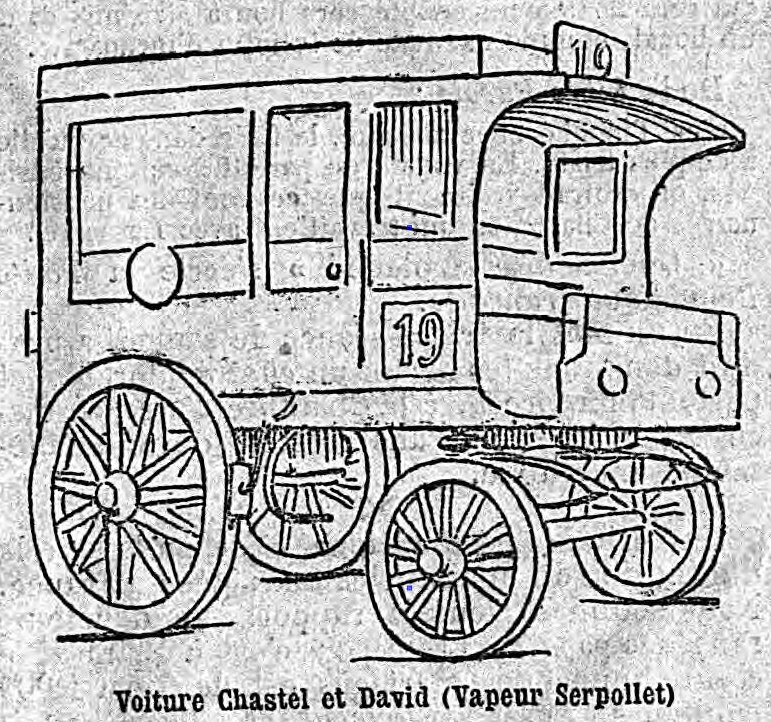
Étienne le Blant auf Chastel & David Dampfwagen mit Serpollet-Technik kam nicht ins Ziel. Abb. in Le Petit Journal, Sonntag, 22. Juli 1894

### Weltrekord

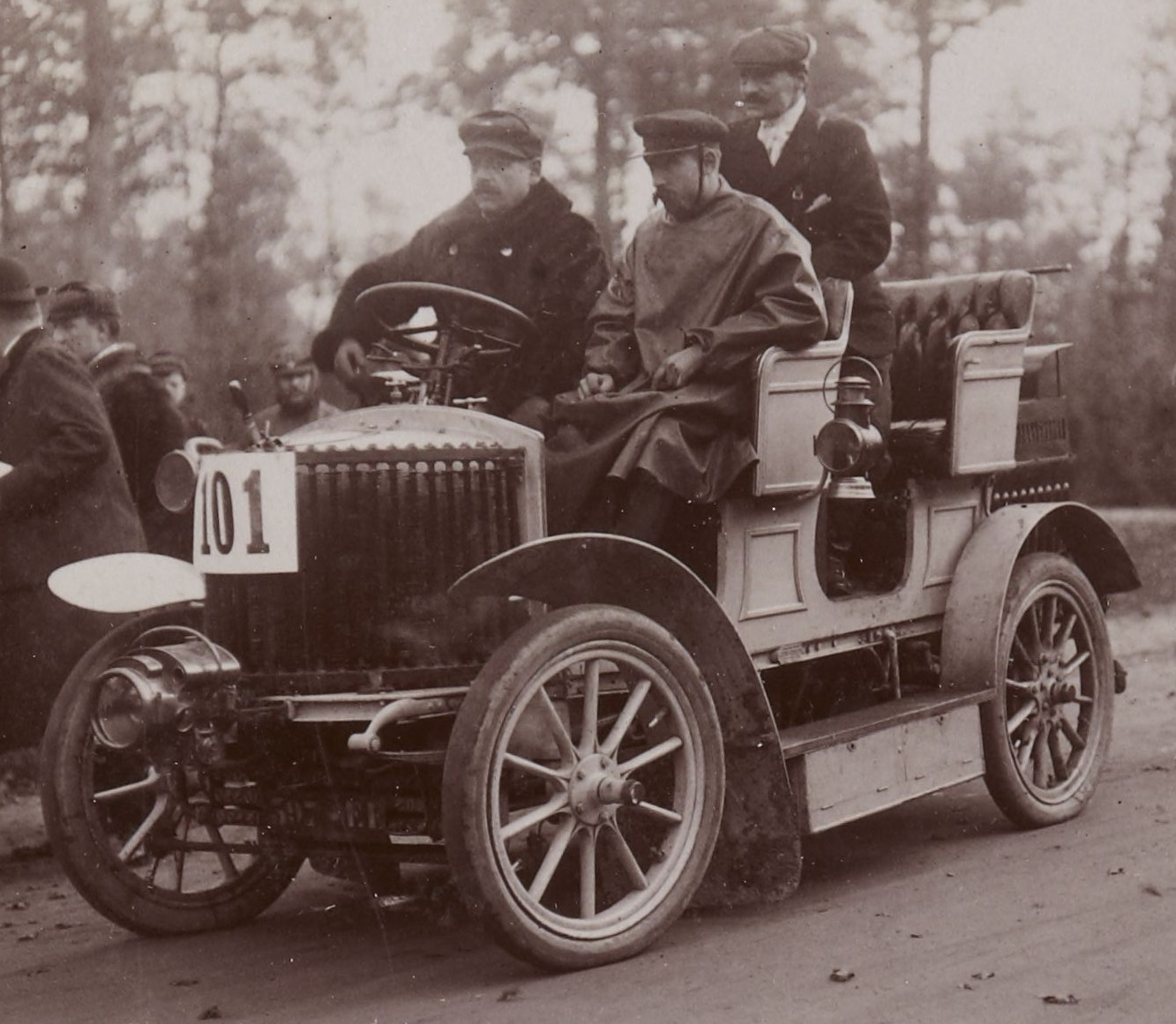
Serpollet Rekordfahrt in Dourdan (November 1903).

Anlässlich der ersten Austragung des Coupe Rothschild in Nizza 1901 absolvierte Serpollet den fliegenden Kilometer mit 100,55 km/h. Der fliegende Kilometer resp. „kilomètre lancé“ war eine bis in die 1950er Jahre verbreitete Motorsportkategorie, bei der auf einer vorgegebenen Strecke beschleunigt und ab einer ebenfalls vorgegebenen Stelle exakt ein Kilometer zurückzulegen war. Die Geschwindigkeit wurde aus der gestoppten Zeit errechnet.
Auf der Promenade des Anglais in Nizza stellte Léon Serpollet am 13. April 1902 mit einer eigens zu diesem Zweck gebauten Sonderanfertigung mit annähernd 100 PS Leistung den Landgeschwindigkeitsrekord bei 120,797 km/h ein – als erstes nicht-elektrisch angetriebenes Fahrzeug. Nur wenige Male sollte es nach der Rekordfahrt des wegen seiner Form Œuf de Pâques („Osterei“) genannten Rennwagens gelingen, mit einem Dampfwagen den Weltrekord zu holen. Am 5. November erzielte Hubert Le Blon auf einem Serpollet-Dampfwagen bei Le kilomètre et le mile à Dourdan eine Streckenzeit für einen Kilometer von 27,6 Sekunden (130 km/h). Fred H. Marriott stellte ihn am 26. Januar 1905 in Daytona Beach mit dem Stanley Rocket bei 121,57 mph (195,647 km/h) ein.
Die Fahrzeuge wurden auch bei Autorennen wie Paris–Madrid 1903 und dem Gordon-Bennett-Rennen 1904 eingesetzt, allerdings mit wenig Erfolg.

## Produktionszahlen (Privatwagen)
Zwischen 1900 und 1904 entstanden jährlich etwa 100 Exemplare. Das war europaweit der Höchstwert von Dampfautomobilherstellern. Zum Vergleich: Locomobile aus den USA produzierten alleine 1902 2750 Fahrzeuge.

## Nutzfahrzeuge und Trambahnen

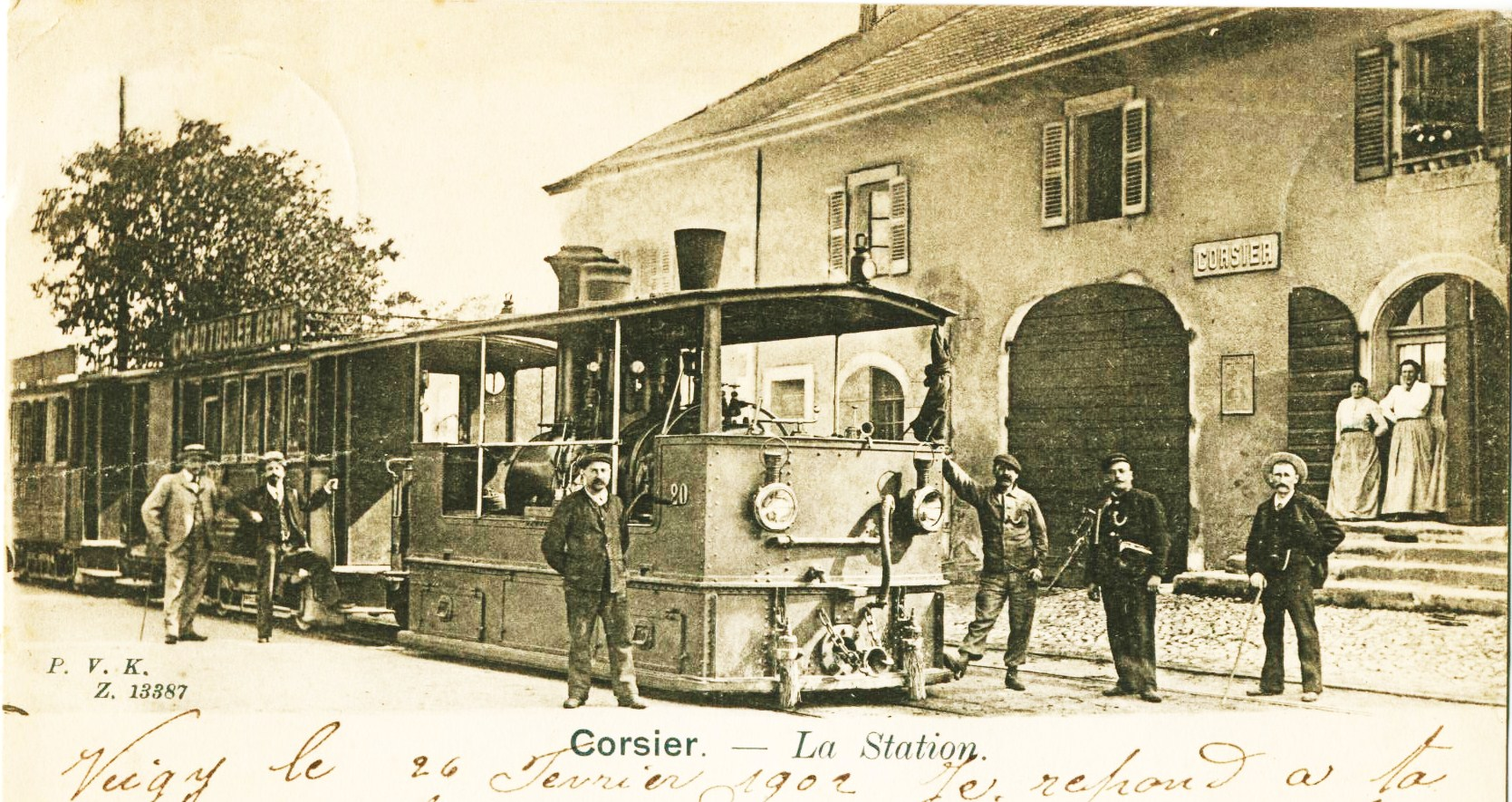
Serpollet-Tram der Strassenbahn Genf (Schweiz) in Corsier GE

1893 wurde die Nutzfahrzeugproduktion aufgenommen, die für Dampffahrzeughersteller generell immer mehr an Bedeutung gewann. Einer der ersten Kunden für Serpollet-Camions war die französische Armee.
Léon Serpollet deutete die Anzeichen richtig, dass sich Verbrennungsmotoren für PKW durchsetzen würden. Er intensivierte die Arbeiten an Dampfstraßenbahnen. Dieser Weg stellte sich als richtig heraus und allein die für den Großraum Paris zuständige Compagnie Générale des Omnibus bestellte über 250 Serpollet-Trams. Die ersten von ihnen verkehrten ab 1893 zwischen der Place de la Madeleine und Clichy resp. zwischen der Place de la Madeleine und Asnières. Bald kamen viele weitere französische Städte dazu, außerdem Berlin, Stuttgart und Genf. Serpollet-Trambahnen verkauften sich sogar bis nach Japan. Nach der Produktionseinstellung schienenbetriebener Fahrzeuge 1898 wurden auch für die Nutzfahrzeugabteilung Kapazitäten frei. Innovative Omnibusse erschienen. Gardner-Serpollet brachte die technischen Verbesserungen auch in diesen Bereich ein. Hier gab es dann noch härtere Konkurrenz, als der PKW-Bau bereits zu bröckeln begann, etwa durch De Dion-Bouton, wo noch bis 1904 Nutzfahrzeuge mit Dampfantrieb entstanden; das Unternehmen war auch in der Omnibus-Sparte ein Rivale wenngleich diese Fahrzeuge schon früher Benzinmotoren erhielten.
Die Société Gardner-Serpollet stellte die Leistungsfähigkeit ihrer Fahrzeuge gerne an Zuverlässigkeitsfahrten und ähnlichen Anlässen unter Beweis. Am 16. Februar 1905 erklomm ein mit 17 Personen besetzter Omnibus publikumswirksam den Montmartre in Paris.

## Galerie

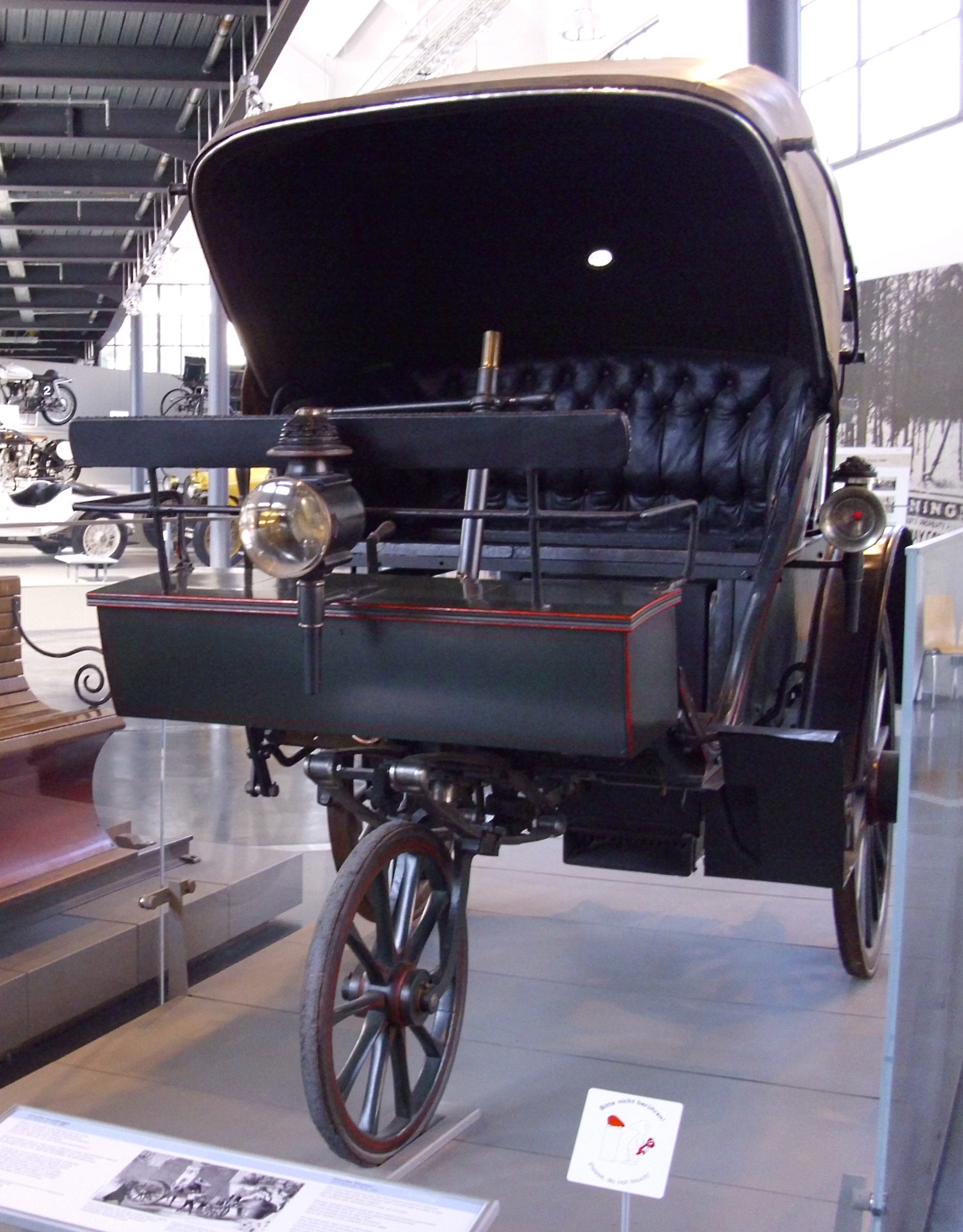
Serpollet von 1891

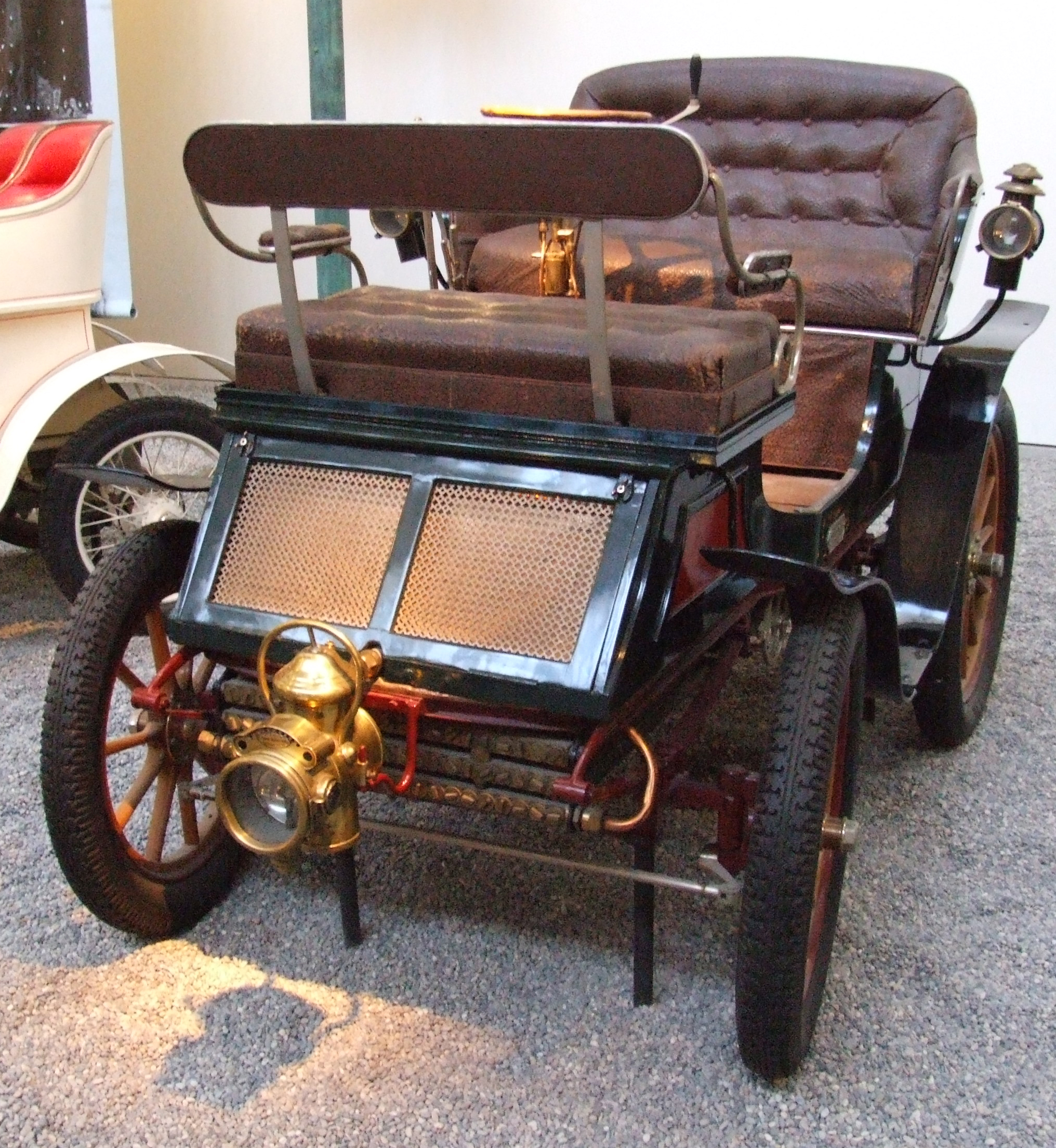
Gardner-Serpollet Vis-a-Vis Typ D von 1901
Gardner-Serpollet Biplace Course Type H von 1902
Gardner-Serpollet Double Phaeton Type A von 1902
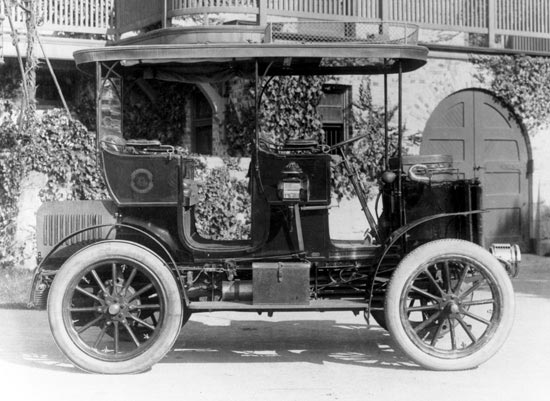
Gardner-Serpollet von 1903
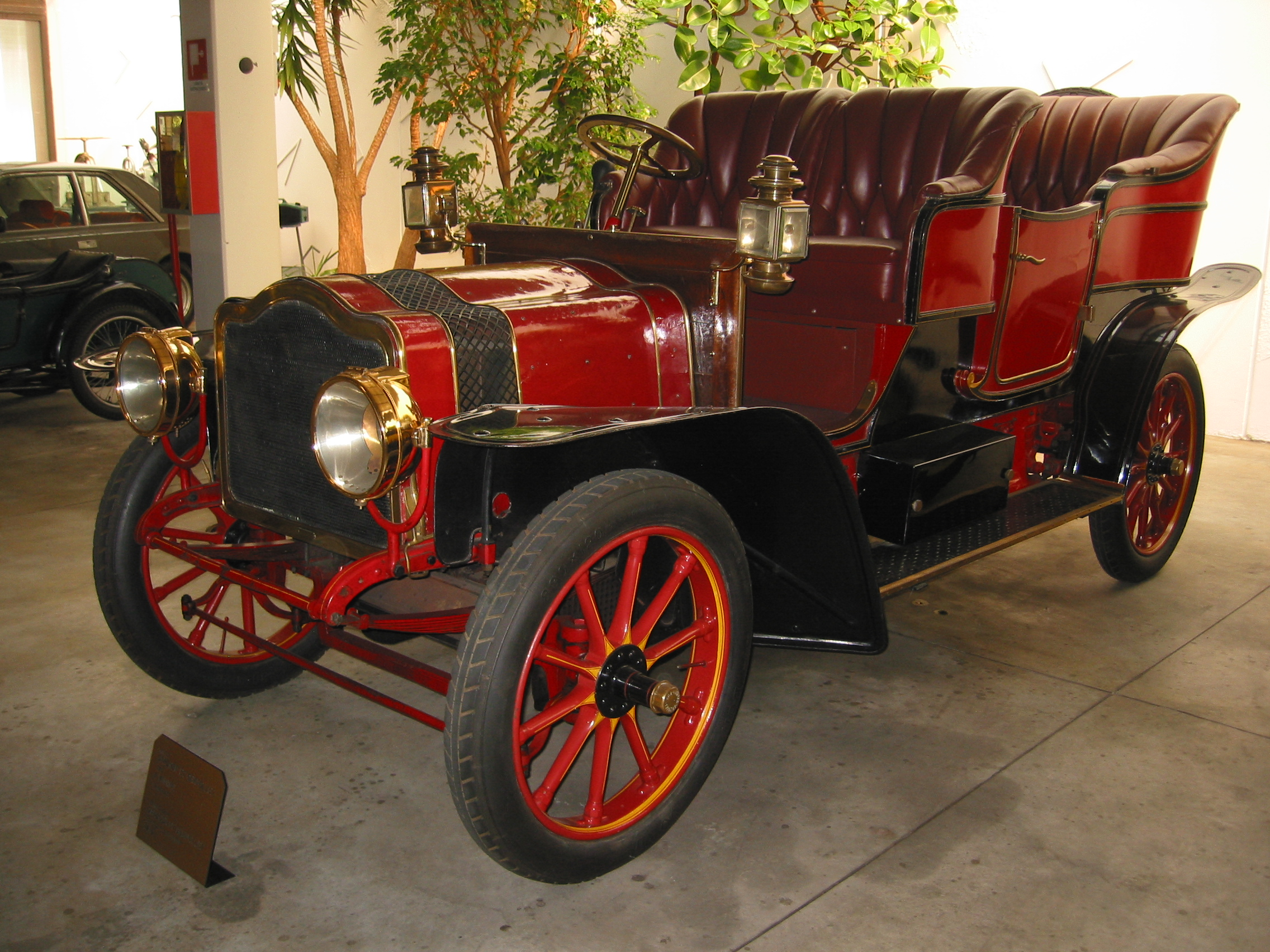
Gardner-Serpollet von 1906